# Walter Henkels
Walter Henkels (* 9. Februar 1906 in Höhscheid (heute Solingen-Höhscheid); † 8. Juni 1987 in Bonn) war ein deutscher Journalist und Buchautor. Ab 1946 war er für „Die Zeit“ und ab 1949 bis 1977 als ständiger Bonner Korrespondent für die „Frankfurter Allgemeine Zeitung“ tätig. Darüber hinaus war er Mitbegründer und langjähriges Vorstandsmitglied der Bundespressekonferenz und des Deutschen Presseclubs.

## Leben
Walter Henkels wurde am 9. Februar 1906 in Solingen geboren. Er arbeitete zunächst als Verwaltungsbeamter. Ab 1936 war er in der Presseabteilung des Landesverkehrsverbandes Rheinland als Redakteur und als Reiseschriftsteller im journalistischen Bereich tätig. 1939 wurde er für den Dienst im Zweiten Weltkrieg eingezogen. 1942 wurde der Fliegeroffizier als Kriegsberichterstatter der Deutschen Luftwaffe nach Nordeuropa beordert. Er war einer der ersten deutschen Journalisten, die nach dem Ende der Zeit des Nationalsozialismus wieder tätig werden durften. Nach dem Krieg begleitete er die Entwicklung Deutschlands und das Entstehen der Bundesrepublik journalistisch. Als Buchautor veröffentlichte er über 30 Bücher, deren Verkaufszahlen die Millionengrenze überschritten. Größtenteils behandelten seine Werke Adenauer und die Bonner Politik, wie etwa die Bücher „99 Bonner Köpfe“, in dem Henkels über wichtige Persönlichkeiten der Bonner Politik berichtete. 1949 veröffentlichte die „FAZ“ zum ersten Mal Henkels Kolumne „Bonner Köpfe“. Henkels widmete sich darin zuerst einem Porträt Konrad Adenauers. Von 1946 bis 1949 war er Korrespondent des Spiegel, von 1946 an mehrere Jahre Reporter der Hamburger Wochenzeitung Die Zeit. Von 1949 bis 1977 war er Bonner Korrespondent für die Frankfurter Allgemeine Zeitung. Henkels war Mitbegründer und in den 50er Jahren Vorstand der Bundespressekonferenz und des Deutschen Presseclubs. Von Walter Henkels erschienen bis zu seinem Tode 35 Bücher in einer Gesamtauflage von über zwei Millionen Exemplaren. Er begleitete zahlreiche Politiker und bereiste so Europa, Nord-, Mittel- und Südamerika, die UdSSR, Afrika, den Nahen Osten sowie den Mittleren Osten. Er reiste auch häufig mit auf Adenauers Staatsbesuchen.
Für sein Engagement für das Zeitungswesen und die Bundesrepublik wurde er im Laufe seines Lebens mit mehreren Preisen geehrt, darunter dem Theodor-Wolff-Preis (1969) und dem Großen Bundesverdienstkreuz (1969).

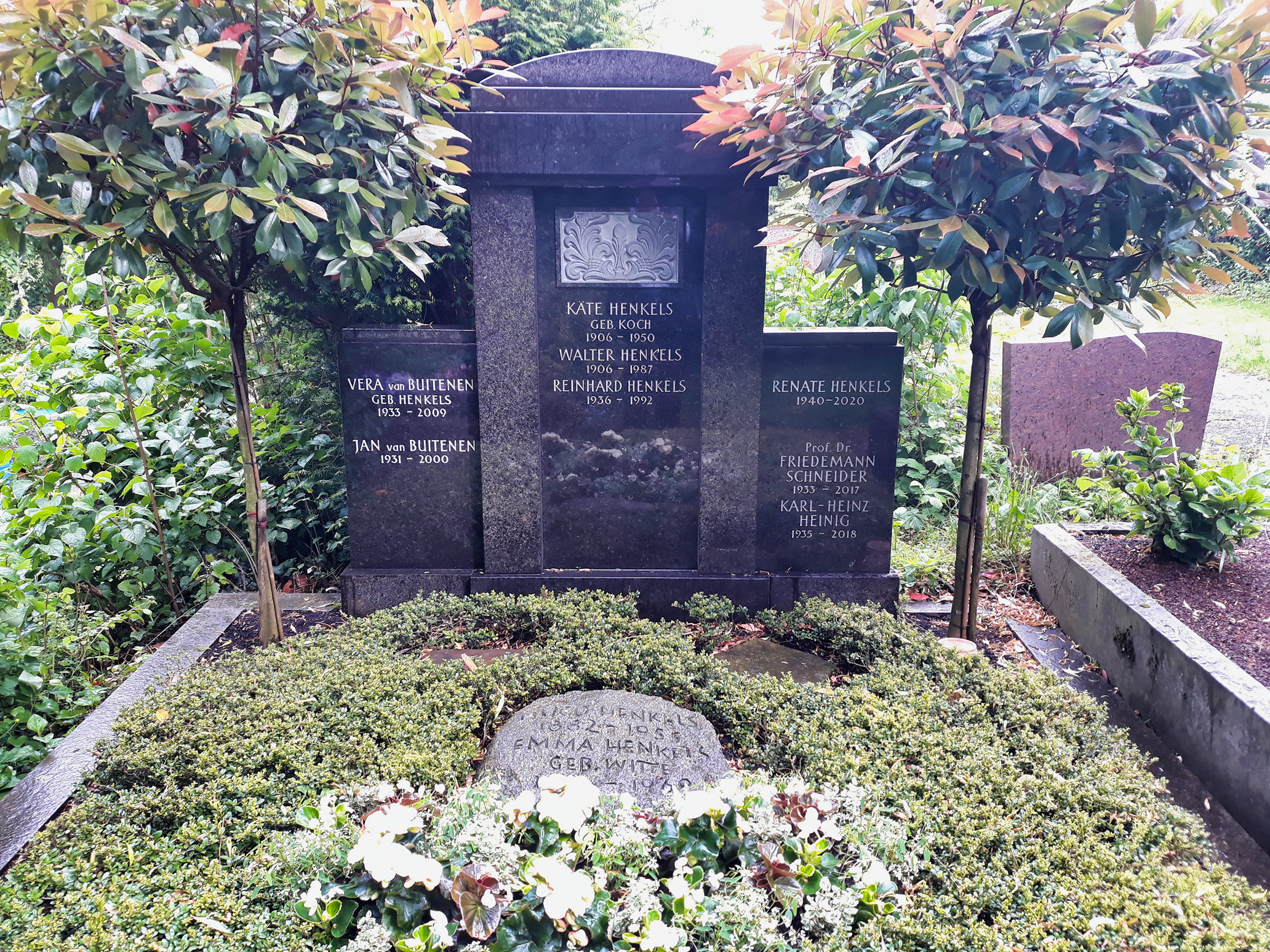
Grab von Walter Henkels und seiner Ehefrau Käte geborene Koch im Familiengrab auf dem Burgfriedhof Bad Godesberg in Bonn

1987 starb Walter Henkels mit 81 Jahren. Er wurde auf dem Burgfriedhof in Bad Godesberg beigesetzt.

## Auszeichnungen
- 1969 Theodor-Wolff-Preis (Journalistenpreis der deutschen Zeitungen)
- 1969 Große Verdienstkreuz der Bundesrepublik Deutschland
- 1972 Joseph-E.-Drexel-Preis
- 1978 Große Silberne Ehrenzeichen für Verdienste um die Republik Österreich[1]
- 1984 Großes Bundesverdienstkreuz mit Stern
- 1981 Ehrenbürgerwürde der Ortsgemeinde Beilstein (Mosel)
- 1986 Großer Empfang in der Godesberger Redoute, ausgerichtet vom Econ Verlag

## Werke (Auswahl)
- 38 Mann stürmen Vichy. Von Kriegsberichter Henkels, Kriegsbücherei der deutschen Jugend, Heft 140, Steiniger Verlag, Berlin 1943.
- 99 Bonner Köpfe. Econ Verlag, Düsseldorf, Wien 1963 (1966 erweitert auf 111 Bonner Köpfe).
- »… gar nicht so pingelig, meine Damen und Herren …« – Neue Adenauer-Anekdoten. Econ-Verlag Düsseldorf 1965. Sonderauflage 1993 im selben Verlag als Konrad Adenauer: »Mein Gott, was soll aus Deutschland werden«.
- Lokaltermin in Bonn. Der »Hofchronist« erzählt. Econ Verlag, Düsseldorf, Wien 1968.
- Jagd ist Jagd & Schnaps ist Schnaps. Econ Verlag, Düsseldorf 1971.
- Deutschland, deine Rheinländer. Da braust kein Ruf wie Donnerhall. Hoffmann u. Campe, Hamburg 1974.
- … aber der Wagen der rollt – Walter Scheel anekdotisch. Droemer/Knaur, München 1975.
- Wer einen Treiber erschießt – muß die Witwe heiraten. Econ Verlag, Düsseldorf, Wien 1976.
- Keine Angst vor hohen Tieren. Econ Verlag, Düsseldorf, Wien 1977.
- Neue Bonner Köpfe. Droemer/Knaur, München 1982.
- Die Lage war immer so ernst. Ein Chronist erinnert sich. Econ Verlag, Düsseldorf, Wien 1982.
- Adenauers gesammelte Bosheiten. Econ Verlag, Düsseldorf, Wien 1983.
- Der Kanzler hat die Stirn gerunzelt – 35 Jahre Bonner Szene. Econ Verlag, Düsseldorf, Wien 1984.
- Die leisen Diener ihrer Herren. Econ Verlag, Düsseldorf, Wien 1985 (Die Regierungssprecher und die Rolle des Bundespresseamtes)
- Eismeerpatrouille. Heyne, Düsseldorf 1986 (ungekürzte Neuauflage).
- Bacchus muß nicht Trauer tragen – Eine Moselreise ohne Liebeskummer. Moewig, Rastatt 1986.
- Alltag in Trizonesien. Lübbe, Bergisch Gladbach 1986.
- Der rote Teppich. Große Gala in Bonn. Econ Verlag, Düsseldorf, Wien 1987.